# Ер Виа
Авиокомпания „Ер Виа“ (ICAO: VIM) е създадена като първата частна авиокомпания в България през 1990 г.  Първоначалното ѝ име е "Varna International Airways" ("Варненски международни авиолинии").

## История
Създатели на авиокомпанията са Иван Марангозов, Георги Кънчев и Ангел Хаджийски. До 2005 г. тя оперира с 5 собствени чисто нови самолета Туполев Ту-154М, които са изведени от експлоатация в края на 2005 г. През 2006 г. авиокомпанията придобива 3 самолета Еърбъс А320. През 2007 г. компанията въвежда в експлоатация още 1 самолет Еърбъс А320. През 2010 г. към флота се добавят още два нови самолета от същия вид (регистрации LZ-MDC и LZ-MDD). През 2013 г. авиокомпанията добавя още един самолет с регистрация TF-WOW. Авиокомпанията извършва дейността си с пет самолета Airbus A320-232 и изпълнява полети от Варна, Бургас и София
Ер Виа изпълнява предимно чартърни полети по поръчка основно на германски туроператори (Thomas Cook, TUI) от и за България, както и „мокър лизинг“ от името на над 60 авиокомпании. От 2016 година името ѝ е променено на VIA Airways.

## Направления
| Град                 | Летище                                         |
| -------------------- | ---------------------------------------------- |
| България             |                                                |
| Варна                | Международно летище Варна                      |
| Бургас               | Международно летище Бургас                     |
| София                | Международно летище София                      |
| Гърция               |                                                |
| Кос                  | Международно летище Ипократис                  |
| Родос                | Международно летище Диагорас                   |
| Хераклион            | Международно летище Никос Казандзакис          |
| Италия               |                                                |
| Катания              | Международно летище Катания-Фонтанароса        |
| Палермо              | Международно летище Фалконе-Борселино          |
| Израел               |                                                |
| Тел Авив             | Международно летище Бен Гурион                 |
| Испания              |                                                |
| Барселона            | Международно летище Барселона - Ел Прат        |
| Палма де Майорка     | Международно летище Палма де Майорка           |
| Тенерифе             | Международно летище Тенерифе - Юг              |
| Фуертевентура        | Международно летище Фуертевентура              |
| Тунис                |                                                |
| Монастир             | Международно летище Хабиб Бургила              |
| ОАЕ                  |                                                |
| Шарджа               | Международно летище Шарджа                     |
| Австрия              |                                                |
| Виена                | Международно летище Виена                      |
| Залцбург             | Международно летище Волфганг Амадеус Моцарт    |
| Унгария              |                                                |
| Будапеща             | Международно летище Ференц Лист                |
| Чехия                |                                                |
| Прага                | Международно летище Вацлав Хавел               |
| Германия             |                                                |
| Берлин               | Международно летище Берлин-Шьонефелд           |
| Франкфурт на Майн    | Международно летище Франкфурт на Майн          |
| Мюнхен               | Международно летище Мюнхен                     |
| Нюрнберг             | Международно летище Нюрнберг                   |
| Щутгарт              | Международно летище Щутгарт                    |
| Саарбрюккен          | Международно летище Саарбрюккен-Кайзерслаутерн |
| Ерфурт               | Международно летище Ерфурт                     |
| Дрезден              | Международно летище Дрезден                    |
| Дюселдорф            | Международно летище Дюслдорф                   |
| Кьолн                | Международно летище Кьолн-Бон                  |
| Падерборн            | Международно летище Падерборн                  |
| Лайпциг              | Международно летище Лайпциг-Хале               |
| Мюнстер              | Международно летище Мюнстер                    |
| Дортмунд             | Международно летище Дортмунд                   |
| Хановер              | Международно летище Хановер                    |
| Хамбург              | Международно летище Хамбург                    |
| Белгия               |                                                |
| Брюксел              | Международно летище Брюксел-Завентем           |
| Франция              |                                                |
| Париж                | Международно летище Шарл дьо Гол               |
| Базел-Мюлуз-Фрайбург | Евро летище Базел-Мюлуз-Фрайбург               |
| Северна Ирландия     |                                                |
| Белфаст              | Международно летище Белфаст                    |

Шест самолета от семейството Еърбъс А320 с регистрации LZ-MDA, LZ-MDC, LZ-MDD, LZ-MDR и TF-WOW.
| модел на самолета | бр. | регистрации                            |
| ----------------- | --- | -------------------------------------- |
| Airbus A320       | 5   | LZ-MDA; LZ-MDC; LZ-MDD; LZ-MDR; TF-WOW |
| Airbus A321       | 1   | LZ-PMZ                                 |
| Общо:             | 6   |                                        |